# Runaway (canção de Avril Lavigne)
"Runaway" é a última canção do álbum The Best Damn Thing da cantora Avril Lavigne, lançada somente nos EUA e chegando na parada da Billboard Pop 100 na posição 94º.

## Desempenho da música
| País/Parada musical                | Melhor posição |
| ---------------------------------- | -------------- |
| Estados Unidos - Billboard Pop 100 | 94             |
| Mundo - Solid Gold                 | 27             |